# Marta Emmenegger
Marta Emmenegger (* 18. Oktober 1923 in Altstätten; † 10. Dezember 2001 in Zürich) war eine Schweizer Journalistin und Sexberaterin. 

## Leben
Marta Emmenegger, geborene Buschor, besuchte die Schulen in Zürich und absolvierte eine kaufmännische Lehre. 1945 heiratete sie den Reporter Kurt Emmenegger. Als Journalistin arbeitete sie zuerst als Kolumnistin für Erziehungsfragen bei der Zeitschrift Annabelle, später als Redaktorin in der Zeitschrift Annette. 1980 bis 1996 war sie Sex- und Partnerschaftsberaterin für die Schweizer Boulevardzeitung Blick. Mit ihrer überaus populären Rubrik «Liebe Marta» trug sie wesentlich zur Enttabuisierung sexueller Themen bei, indem sie als erste in der Schweiz Leserfragen beantwortete. Auch moderierte sie über mehrere Jahre jeweils am Montagabend die Beratungssendung «Sex nach Neun» auf Radio Z. Ihr Name wurde für viele Schweizer zu einem Synonym für Sexualberatung.
Sie starb im Dezember 2001 im Alter von 78 Jahren an Herzversagen in ihrer Wohnung in Zürich. Rund 70 Freunde und Verwandte nahmen an der Abschiedsfeier in der Kirche St. Peter teil.
Marta Emmenegger war geschieden und hatte drei Kinder.

## Werke
- Liebe Marta. Marta Emmenegger beantwortet 333 Briefe zu Liebe und Sex. Ringier, Zofingen 1983, ISBN 3-85859-178-5.